# San Lorenzo (Vittorio Veneto)
San Lorenzo è una frazione del comune di Vittorio Veneto, in provincia di Treviso.

## Geografia fisica
Si tratta di una delle più elevate borgate del comune: sorge infatti in un'area collinare a sudovest di Serravalle, protetta a nord e nordest dai monti Pedof (562 m s.l.m.) e Baldo (597 m) e a sud e sudest dai monti Piai (540 m) e Altare (450 m). Il territorio si mostra in gran parte coperto da boschi, mentre in prossimità del paese si concentrano i prati e i vigneti.
La San Lorenzo vera e propria è attorniata da alcuni "borghi", insediamenti rurali tipici della zona: Borgo Villa, Borgo Vignola, Borgo Castagnè.

## Monumenti e luoghi d'interesse

### Chiesa di San Lorenzo
Ha origini assai antiche, tuttavia i primi riferimenti si hanno a partire dal XVI secolo. In passato rappresentava una cappellania dipendente dalla Cattedrale di Ceneda; nel 1605 fu eretta a curazia o parrocchia, sebbene il sacerdote non potesse risiedervi. La chiesa poté avere un tabernacolo e un battistero solo dal 1733.
Si sa che anticamente l'edificio, in cui si custodivano le reliquie delle sante Modesta e Liberata, aveva una nicchia per coro e abside ed era circondata da un piccolo cimitero; la facciata era sovrastata da un sopralzo che reggeva una campanella. Si ha notizia di una riedificazione nel 1637, ma l'attuale edificio venne ricostruito tra il 1864 e il 1898 su iniziativa del parroco don Giovanni Mattana e finanziato, tra gli altri, dall'imperatrice Maria Anna d'Austria. Danneggiata durante la Grande Guerra, subì altri interventi di recupero, gli ultimi nel biennio 1953-1954, conclusi con la riconsacrazione dell'allora vescovo Giuseppe Zaffonato.
A pianta rettangolare e a navata unica, delle opere che la ornavano ricordate il portale in bronzo di Carlo Balljana (1985) e la pala San Lorenzo in gloria di Giuseppe Modolo (1957).
La parrocchia di San Lorenzo, detta "in Montagna" per distinguerla da altre omonime, è la più piccola della diocesi di Vittorio Veneto in termini di popolazione.

## Infrastrutture e trasporti
La borgata è attraversata dalla SP 152 "dei Colli Settentrionali" (localmente denominata "via Bassano del Grappa" - "via San Lorenzo") che collega Vittorio Veneto con Colbertaldo di Vidor attraversando tutta la fascia collinare trevigiana compresa tra il Meschio e il Piave.
Proprio al di sotto dell'abitato transita l'autostrada A27 attraverso la galleria "Monte Baldo" (1.865 m di lunghezza).